# Constanze của Áo
Constanze của Áo (tiếng Đức: Constanze; tiếng Ba Lan: Konstancja; tiếng Litva: Konstancija; 24 tháng 12 năm 1588 – 10 tháng 7 năm 1631) là Vương hậu Ba Lan và Nữ công tước của Litva với tư cách là vợ thứ hai của Quốc vương-Đại Công tước Zygmunt III Waza và là mẹ của Jan II Kazimierz Waza.

## Hậu duệ
Constanze và chồng có bảy người con:
1. Jan Kazimierz (25 tháng 12 năm 1607 – 14 tháng 1 năm 1608).
2. Jan II Kazimierz (22 tháng 3 năm 1609 – 16 tháng 12 năm 1672), trị vì trong giai đoạn 1648–1668 với tên gọi John II Casimir.
3. Jan Albert (25 tháng 6 năm 1612 – 29 tháng 12 năm 1634).
4. Aleksander Karol (13 tháng 10 năm 1613 – 9 tháng 5 năm 1655).
5. Karol Ferdynand (4 tháng 11 năm 1614 – 19 tháng 11 năm 1634).
6. Anna Konstancja (26 tháng 1 năm 1616 – 24 tháng 5 năm 1616).
7. Anna Katarzyna Konstancja (7 tháng 8 năm 1619 – 8 tháng 10 năm 1651).